# كين ديوي
كين ديوي (بالإنجليزية: Ken Dewey)‏ هو فنان أداء أمريكي، ولد في 1934، وتوفي في 1972.